# Open Government Initiative

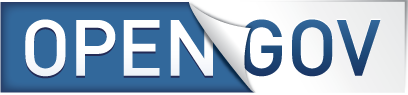
"Open Government"-Logo

Die Open Government Initiative ist ein Vorhaben der Regierung Barack Obamas, ein "nie dagewesenes Maß an Offenheit in der Regierung" zu erreichen. Die Anweisung zum Start dieser Initiative erteilte der Präsident am 20. Januar 2009, seinem ersten Tag im Amt.
Philosophie der Open Government-Initiative ist, dass die Regierung transparent, partizipatorisch und kollaborativ sein soll. Behörden der US-Bundesregierung haben Open Government Websites eingerichtet und laden die Öffentlichkeit ein, Vorschläge und Ideen beizusteuern.
Am Tag der Amtseinführung des 45. Präsidenten Donald Trump und somit am Ende der Amtszeit Obamas wurde das Open-Government-Programm von der Website des Weißen Hauses genommen und der Twitter-Account @OpenGov gelöscht.